# Mária Schmidt
Mária Schmidt (nascida em 10 de outubro de 1953) é uma historiadora húngara e professora universitária. Em 2016, ocupa o cargo de Comissária do Governo do Ano Memorial da Revolução de 1956. Diretora-Geral do Instituto do Século XX, do Instituto do Século XXI e do Museu da Casa do Terror.

## Carreira
Ela nasceu em 1953. Ela se formou na Universidade Eötvös Loránd como professora secundária de História e língua e literatura alemãs. Schmidt obteve seu doutorado em 1985 e, posteriormente, seu doutorado em 1999. A partir de 1996, trabalhou como professora assistente da Universidade Católica Pázmány Péter⁣, onde se tornou professora associada em 2000 e obteve seu doutorado habilitado em 2005. É professora catedrática universitária desde 2010. Como titular de bolsas de pesquisa de pós-graduação e cátedras visitantes, Dr. Schmidt passou algum tempo nas Universidades de Viena e Innsbruck, Oxford, Paris, na Berlin Technische Universität, Tel-Aviv, bem como na Yad Vashem Holocaust Memorial Authority, Jerusalém, e as universidades de Nova York e Bloomington, IN e do Hoover Institute, Stanford, CAL. Foi conselheira-chefe do primeiro-ministro húngaro entre 1998 e 2002. Ela é a diretora-geral do 20th Century Institute, do 21st Century Institute e do House of Terror Museum. Desde 2002, ela é membro do conselho da Fundação internacional Ettersberg, criada visando realizar pesquisas comparativas sobre ditaduras europeias do século XX e transições democráticas. Ela é a presidente do Conselho Consultivo Científico do Comitê do Centenário da Primeira Guerra Mundial desde 2013.
Schmidt foi premiada com um prêmio Széchényi em 2014. Ela é Dama de Honra da Ordem de São Jorge.

## Bolsa de estudo
Seus interesses de pesquisa incluem a história dos judeus húngaros após 1918, a história da Hungria sob as ditaduras e as ditaduras no século XX. Ela escreveu artigos como “Noel Field — O comunista americano no centro do expurgo do leste europeu de Stalin: dos arquivos húngaros”. Ela é autora de vários livros: em seu livro intitulado Kollaboráció vagy kooperáció? (Colaboração ou Cooperação? ) investiga questões relativas ao Conselho Judaico de Budapeste e no Diktatúrák ördögszekerén (A Carroça do Diabo das Ditaduras) analisa algumas questões da história das ditaduras. Ela editou vários livros, um dos quais foi co-editado com György Markó sob o título Europe's Fraternal War 1914–1918, publicado em 2014. All is Moving on the Western Front foi publicado em 2014, e seu último livro Veszélyzónában sobre papéis, jogos e chances foi publicado em 2016. Vários de seus livros tratam da Revolução de 1956 e seu legado.

## Vida pessoal
Ela foi casada com o bilionário húngaro András Ungár, que morreu em 2006. Eles tiveram dois filhos, Anna e Péter. Péter é um dos principais membros do partido húngaro A Política Pode Ser Diferente.

## Crítica
A erudição de Schmidt e a relação com os sucessivos governos da Hungria foram alvo de intensas críticas na imprensa pública inglesa e húngara e entre os estudiosos. The Daily Beast a chama “líder de um movimento para reescrever o Holocausto”. Ela foi chamada “revisionista do Holocausto” pelo historiador Laszlo Karsai sendo removida do envolvimento no Centro do Holocausto e Museu Memorial de Budapeste, após um boicote do Yad Vashem.
Andras Heisler, presidente da Federação das Comunidades Judaicas Húngaras, acusou Schmidt de um relato não confiável da história do Holocausto, renunciando ao projeto. Randolph L. Braham, principal estudioso do Holocausto na Hungria, devolveu suas honras do governo húngaro e também a criticou pela “onda de revisionismo histórico reforçada pelo trabalho de Schmidt”.